# Gary Rogers
Gary Rogers (Condado de Louth, Irlanda, 25 de septiembre de 1981) es un exfutbolista irlandés que jugaba de portero.

## Estadísticas y clubes

### Dundalk
Firmó con el Dundalk F. C. en noviembre de 2014. En su primera temporada, ganó tanto la Premier Division como la FAI Cup. También jugó en las rondas clasificatorias de la Liga de Campeones de la UEFA cuando el Dundalk jugó ante BATE Borisov. Formó parte del equipo que hizo historia en el fútbol irlandés al llegar a la ronda de play-offs de la Liga de Campeones de la UEFA, donde el Dundalk perdió 3-1 contra el Legia de Varsovia, cayendo así a la fase de grupos de la Liga Europa de la UEFA.
En diciembre de 2020 anunció su retirada.
Actualizado 2 abril de 2019. La categoría 'Otros' incluye: la Setanta Cup y el Leinster Senior Cup.
| Temporada           | Club                  | Liga en la que compite | Liga | Liga  | FAI Cup | FAI Cup | Copa de la Liga de Irlanda | Copa de la Liga de Irlanda | Europa | Europa | Otros | Otros | Total | Total |
| Temporada           | Club                  | Liga en la que compite | PJ   | Goles | PJ      | Goles   | PJ                         | Goles                      | PJ     | Goles  | PJ    | Goles | PJ    | Goles |
| ------------------- | --------------------- | ---------------------- | ---- | ----- | ------- | ------- | -------------------------- | -------------------------- | ------ | ------ | ----- | ----- | ----- | ----- |
| 2000                | St Francis            | Liga irlandesa         | 23   | 0     | 1       | 0       | 0                          | 0                          | –      | –      | –     | –     | 24    | 0     |
| 2001                | Drogheda United       | Liga irlandesa         | 32   | 0     | 2       | 0       | 2                          | 0                          | –      | –      | –     | –     | 36    | 0     |
| 2002                | Drogheda United       | Liga irlandesa         | 27   | 0     | 1       | 0       | 0                          | 0                          | –      | –      | –     | –     | 28    | 0     |
| 2003                | Drogheda United       | Liga irlandesa         | 36   | 0     | 4       | 0       | 2                          | 0                          | –      | –      | –     | –     | 42    | 0     |
| 2004                | Drogheda United       | Liga irlandesa         | 28   | 0     | 7       | 0       | 2                          | 0                          | –      | –      | –     | –     | 37    | 0     |
| 2005                | Drogheda United       | Liga irlandesa         | 5    | 0     | 0       | 0       | 0                          | 0                          | –      | –      | –     | –     | 5     | 0     |
| Total en el club    | Total en el club      | Total en el club       | 128  | 0     | 14      | 0       | 6                          | 0                          | –      | –      | –     | –     | 148   | 0     |
| 2006                | Dublin City           | Liga irlandesa         | 16   | 0     | 2       | 0       | 1                          | 0                          | –      | –      | –     | –     | 19    | 0     |
| 2006                | Bray Wanderers        | Liga irlandesa         | 7    | 0     | 0       | 0       | 0                          | 0                          | –      | –      | –     | –     | 7     | 0     |
| 2007                | Galway United         | Liga irlandesa         | 31   | 0     | 2       | 0       | 2                          | 0                          | –      | –      | –     | –     | 35    | 0     |
| 2008                | Galway United         | Liga irlandesa         | 31   | 0     | 5       | 0       | 2                          | 0                          | –      | –      | –     | –     | 38    | 0     |
| Total en el club    | Total en el club      | Total en el club       | 62   | 0     | 7       | 0       | 4                          | 0                          | –      | –      | –     | –     | 73    | 0     |
| 2009                | St Patrick's Athletic | Liga irlandesa         | 27   | 0     | 5       | 0       | 0                          | 0                          | 6      | 0      | –     | –     | 38    | 0     |
| 2010                | St Patrick's Athletic | Liga irlandesa         | 35   | 0     | 5       | 0       | 0                          | 0                          | –      | –      | 3     | 0     | 43    | 0     |
| 2011                | St Patrick's Athletic | Liga irlandesa         | 34   | 0     | 4       | 0       | 0                          | 0                          | 6      | 0      | 2     | 0     | 46    | 0     |
| Total en el club    | Total en el club      | Total en el club       | 96   | 0     | 14      | 0       | 0                          | 0                          | 12     | 0      | 5     | 0     | 127   | 0     |
| 2012                | Sligo Rovers          | Liga irlandesa         | 24   | 0     | 1       | 0       | 1                          | 0                          | 2      | 0      | 2     | 0     | 30    | 0     |
| 2013                | Sligo Rovers          | Liga irlandesa         | 32   | 0     | 5       | 0       | 2                          | 0                          | 2      | 0      | 4     | 0     | 45    | 0     |
| 2014                | Sligo Rovers          | Liga irlandesa         | 27   | 0     | 1       | 0       | 0                          | 0                          | 4      | 0      | 3     | 0     | 35    | 0     |
| Total en el club    | Total en el club      | Total en el club       | 83   | 0     | 7       | 0       | 3                          | 0                          | 8      | 0      | 9     | 0     | 110   | 0     |
| 2015                | Dundalk               | Liga irlandesa         | 31   | 0     | 3       | 0       | 0                          | 0                          | 2      | 0      | 1     | 0     | 37    | 0     |
| 2016                | Dundalk               | Liga irlandesa         | 29   | 0     | 1       | 0       | 0                          | 0                          | 9      | 0      | 0     | 0     | 39    | 0     |
| 2017                | Dundalk               | Liga irlandesa         | 29   | 0     | 6       | 0       | 0                          | 0                          | 2      | 0      | 1     | 0     | 38    | 0     |
| 2018                | Dundalk               | Liga irlandesa         | 34   | 0     | 4       | 0       | 0                          | 0                          | 4      | 0      | 1     | 0     | 43    | 0     |
| 2019                | Dundalk               | Liga irlandesa         | 7    | 0     | 0       | 0       | 0                          | 0                          | 0      | 0      | 1     | 0     | 8     | 0     |
| Total en el club    | Total en el club      | Total en el club       | 130  | 0     | 14      | 0       | 0                          | 0                          | 17     | 0      | 4     | 0     | 165   | 0     |
| Total de su carrera | Total de su carrera   | Total de su carrera    | 545  | 0     | 59      | 0       | 14                         | 0                          | 37     | 0      | 18    | 0     | 673   | 0     |